# Maéwo
Maéwo je otok u pokrajini Penama koji pripada Vanuatu.

## Zemljopis
Njegova površina iznosi 303 km².

## Stanovništvo
1979. godine je otok imao 1822 stanovnika

## Vanjske poveznice
- World of Islands